# 革命社会主义替代
革命社会主义替代（西班牙語：Alternativa Socialista Revolucionaria，缩写为ASR）是玻利维亚的一个已不存在的托洛茨基主义政党。该党的意识形态是社会主义、马克思主义、托洛茨基主义。该党的政治立场是极左翼。该党的总部位于科恰班巴。该党出版刊物《工人之声》。该党曾是工人国际委员会的支部。